# Joan Rincón Gil
Joan Rincón Gil (Reus, segles XVIII - XIX) va ser un advocat català i alcalde de Reus.
Advocat de professió, va ser fiscal del jutjat de primera instància a Reus i jutge del mateix tribunal. D'ideologia liberal i membre de la Milícia Nacional, va ser elegit alcalde de Reus el primer de gener de 1821, però el 17 d'aquell mes un ofici del Cap Superior del Principat anul·lava aquesta decisió pel parentiu existent entre aquest batlle i Josep Gil, regidor a l'ajuntament, cosa que la Constitució feia incompatible, i renuncià al càrrec. La Junta d'electors va nomenar el dia 22 un nou alcalde, Josep Gayà, ric hisendat. Durant aquell any, Joan Rincón va organitzar la Milícia i formà partides de cavalleria per a la persecució dels escamots reialistes que a partir del mes d'abril havien augmentat considerablement al Camp de Tarragona. Un dels caps de les columnes mòbils va ser Antoni Baiges. Va col·laborar en les mesures que va prendre la ciutat en la lluita contra l'epidèmia de febre groga que havia aparegut l'any anterior. El 13 de setembre envià una expedició d'ajuda a Tortosa per socórrer i curar els malalts d'aquella ciutat. El mes de novembre, com a oficial al cap de la Milícia local, va rebre, amb el seu batalló de voluntaris, al general Rafael de Riego de visita a la ciutat. Resolt el seu problema d'incompatibilitats, l'1 de gener de 1822 va prendre possessió de l'alcaldia de Reus, de mans del seu antecessor Josep Gayà. L'ajuntament estava format per hisendats, comerciants, fabricants i persones dedicades a professions liberals. Era un ajuntament de caràcter burgès, però afí a les idees dels liberals progressistes. Va seguir, durant el seu mandat, com a capità de les milícies reusenques, organitzà la defensa de la ciutat i començà a construir noves muralles, que van acabar-se i van tancar Reus a mitjans de juliol, davant dels intents d'assalt dels absolutistes. Va encapçalar la defensa de la ciutat el 26 de juliol de 1822 quan els reialistes van iniciar una ofensiva per assaltar Reus. La facció absolutista anava encapçalada per Miralles, que havia promès un dobló d'or al primer soldat que entrés a Reus, i quatre dies de lliure saqueig a tots els soldats. L'atac reialista es va fer amb un poderós exèrcit d'entre tres mil i quatre mil homes, o segons altres fonts uns mil dos-cents. Els reialistes van enfonsar la primera resistència que els va presentar la tropa del regiment de Cantàbria, però la Milícia de Reus i la de Porrera van rebutjar l'atac, amb la col·laboració d'una majoria de veïns que van oposar a l'atac una aferrissada resistència. El menestral reusenc Antoni Pons Anguera, autor d'un interessant dietari, diu que cap al final del seu mandat, el 2 de novembre, va rebre al mariscal de camp Rafael del Riego, que anava a Saragossa a prendre possessió del seu nomenament com a governador de l'Aragó. Va organitzar una gran rebuda i festes populars que van durar tres dies. Més endavant, cap al 20 de novembre, davant l'escassesa de feina als tallers tèxtils per dificultats amb la matèria primera i l'estat d'indigència de moltes famílies de la vila, l'ajuntament va acordar apropiar-se dels diners que tenia la Junta constructora del Port de Salou, però el governador de Tarragona ho va prohibir. L'alcalde, sense fer-ne cas, va agafar els diners i va donar un rebut a la Junta, per a evitar, com diuen les actes municipals, «el desorden de este pacífico vecindario». També va contractar gent per a la construcció i adequació de la carretera a Montblanc. Va col·laborar amb els seus escrits a la Diana constitucional política y mercantil de la villa de Reus, periòdic liberal.